# トート

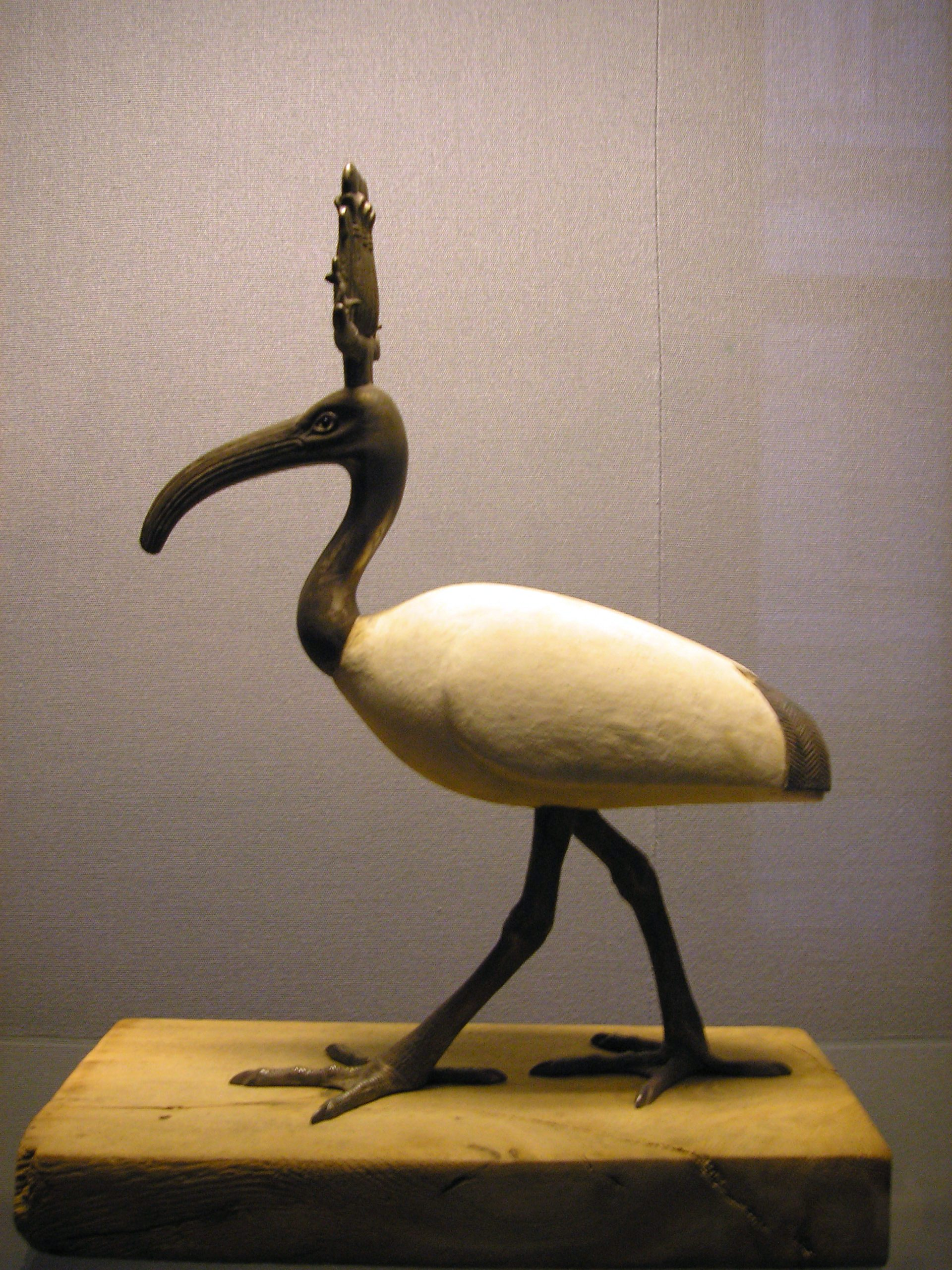
末期王朝時代のトート神像（ウィーン美術史美術館）

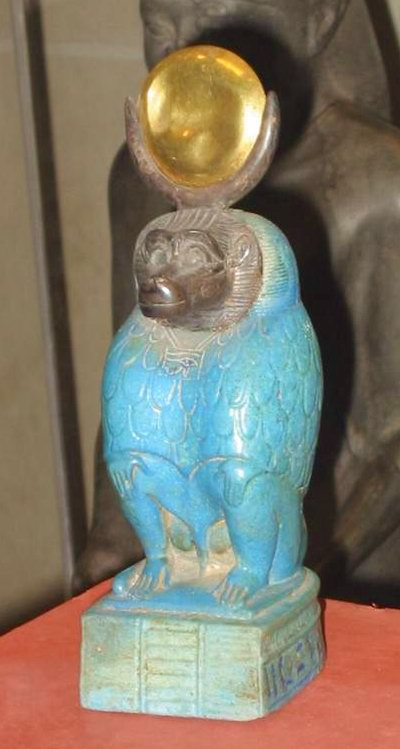
ヒヒ型のトート神像（ルーヴル美術館）

トート（ギリシャ語：Θωθ；トト、テウトとも）は、古代エジプト神話の知恵を司る神。古代エジプトでの発音は、完全には解明されていないがジェフティ（エジプト語：ḏḥwty；ジェフゥティとも）と呼ばれる。
聖獣は、トキとヒヒ。数学や計量を司る女神であるセシャトを妻（または妹）としている。

## 信仰
主にヘルモポリス（ギリシア人が名付けた「トートの町」の意味）で信仰された。
多くの信仰を集め、長い間、様々な広い地域で信仰されたため、知恵の神、書記の守護者、時の管理人、楽器の開発者、創造神などとされ、王族、民間人問わず信仰された。そのためある程度の規模を持つ神殿には、トートのための神殿が一緒に作られている。
またエジプトの外でも信仰を受け、新バビロニアや古代ローマ帝国でも信仰された。

## 容姿
トキかヒヒのどちらかの姿で表される。
また信仰の中心とされたヘルモポリスは、上エジプト、下エジプトの両方に２つあった。ここから元々は、同名の二柱の神が存在していて次第に習合したとも考えられる。

## 神話
多くの信仰を集めた神のため、その神話も多岐に渡る。さらに長い期間信仰されたため、多くの役割を持っている。創世神の一人であり、言葉によって世界を形作るとされる。

### 誕生
誕生について諸説ある。
ヘリオポリス神話において世界ができた時、自らの力で石から生まれたとされる説が有名である（この場合、早く生まれたために足が悪くなったとされる）。
その他にもセトの頭を割って誕生した、またオシリスの末弟という神話もある。
ヘルモポリス神話において世界は、八柱神（オグドアド）によって作り出されたとされている。その後この神々が眠りにつくが世界が終焉を迎えた時、また新しい世界を生み出すために目覚めさせなければならない。この役目を請け負ったのがトートだとされる。あるいは、トートが創造神とされた。

### 書記の守護者として
神々の書記であり、ヒエログリフを開発したことから書記の守護者とされた。また死者の審判においては、全ての人の名前や行動を生前の内から記録しているとも、アヌビスが死者の心臓を計りにかけ、トートは、死者の名前を記録する作業を行うともいう。王が即位した時には、その王の名前をイシェドと呼ばれる永遠に朽ちない葉に書き記す。

### 時の管理者として
ヌトがオシリスたちを生む前にラーが「その子供たちは災いを生む」と言って子供を産むことを禁じた。困ったヌトは、トートに相談した。そこでトートは月と賭けをして勝ち、時の支配権を手に入れた。そこで太陽神の管理できない閏日を５日間作った（太陰暦と太陽暦の差）。そしてヌトは、この間にオシリス、セト、大ホルス、イシス、ネフティスの5柱を生んだ。（ホルスを含まない４兄弟の場合もある。）
そして月としての属性を得たため太陽の沈んだあとの夜の時間は、トート神が太陽にかわって地上を守護するとされる。

### 魔法使いとして
トートは、魔法に通じておりイシスに数多くの呪文を伝えた。病を治す呪文も熟知していることから医療の神の面もある。ホルスに頭を切り落とされたイシスを牝牛の頭に挿げ替えて復活させたのはトートである。さらに彼は魔法の書物を書き、この世のあらゆる知識を収録する42冊の本も書いたと考えられている（「トートの書」を参照）。
「大いなる導きヒヒ」と呼ばれると共にヒヒの姿で描かれることもある。これは、ヒヒを聖獣とする知恵の神ヘジュウルとの習合による物である。ちなみにヒヒは、魔術の象徴でもある。またラーを補佐することから「ラーの心臓」とも呼ばれる。

### その他
楽器の開発者とされるなど、他にも神話上に多くの役割を持っている。ピラミッドの建設方法を人間に伝えたのもトトであるとされる。
シナイ半島では、トルコ石や銅鉱石を採掘に行ったエジプト人の守護者として、「遊牧者の主」、「アジア人を征服するもの」と呼ばれている。このシナイでの信仰は、ハトホルよりも古くスネフェル王の時代からシナイ半島の碑文に名前が登場している。

## 古代エジプト以外でのトート
トートは、ギリシア神話のヘルメス神と同一視された。ヘルモポリスの名前もここに由来する。
ここからローマ帝国時代にヘルメス・トリスメギストスとなった。またヘルメス思想では、エジプトの知恵がタロットに残されたと考えられたためタロットは、しばしば「トートの書」とも呼ばれた。
近・現代においてもトート（＝ヘルメス）はオカルトで重要な存在であり、アレイスター・クロウリーは「トートのタロット」を制作した。またタロットに関する論文である『トートの書』を執筆している。ただし、この本自体は、トート神とはあまり関係がない。